# Ливингстон, Кен
Кеннет Роберт (Кен) Ливингстон (англ. Kenneth Robert (Ken) Livingstone) (родился 17 июня 1945, Лондон) — британский политический деятель, мэр Лондона с 4 мая 2000 года по 4 мая 2008 года, представитель левого крыла Лейбористской партии.
С 17 мая 1981 года по 31 марта 1986 года возглавлял Совет Большого Лондона, ликвидированный по инициативе правительства Маргарет Тэтчер.
В 2000 году на фоне конфликта с собственной партией баллотировался на вновь созданный пост мэра Лондона в качестве независимого кандидата, выиграв с 57,9 % голосов против 42,1 % у консерватора Стивена Норриса.
На выборах мэра в 2004 году официально представлял Лейбористскую партию, выиграв у консерватора Стивена Норриса с 55,4 % голосов против 44,6 %.

## Деятельность на посту мэра
Кену Ливингстону удалось смягчить проблему транспортных пробок, удешевить проезд посредством введения единой карточки «Oyster card» и частично приостановить приватизацию общественного транспорта, кроме метро. Он отстаивал мультикультурность города и способствовал проведению фестивалей различных национальных и религиозных общин, а также инициировал ряд проектов по защите окружающей среды, в частности, «Энергетическую стратегию», предусматривавшую сокращение к 2010 году выбросов углекислого газа на 20 % по отношению к показателю 1990 года. Пытался заблокировать планы строительства мусоросжигательного завода Cory Riverside Energy, добивавшись судебного пересмотра проекта..
Осенью 2004 года в Лондоне прошёл Европейский социальный форум, перед открытием которого Кен Ливингстон выступил перед делегатами с призывами к борьбе с империализмом и неолиберализмом. Ливингстон принимал активное участие в кампании «Руки прочь от Венесуэлы!» и лично приглашал в Лондон Уго Чавеса. В команде советников и помощников Ливингстона были представлены антикапиталистические левые из троцкистской Социалистической лиги (более известной как «Socialist Action»), включая Джон Росса, Редмонда О’Нила и экономиста Алана Фримана.
Одновременно полномочия местного самоуправления были серьёзно урезаны по сравнению с 1980-ми годами, что делало невозможным для мэра Ливингстона возможность контролировать многие сферы жизни города (включая Лондонский метрополитен) без участия правительства Тони Блэра. Ливингстон в 2003 году, в преддверии выборов мэра, был принят обратно в Лейбористскую партию и стал её официальным кандидатом, поскольку первоначально предложенная лейбористами кандидатура Ники Гаврон не пользовалась общественной поддержкой. Дальнейшее расхождение Ливингстона с левыми было усилено тем, что мэрия ничего не смогла сдержать рост цен на недвижимость, а муниципальная политика становилась всё более консервативной.
Ливингстон, попадавший в 1980-е годы в скандалы в связи с защитой им права населения Северной Ирландии на самоопределение и симпатиями к Ирландской республиканской армии, на посту мэра поддерживал антитеррористические меры полиции и правительства, в частности, выступил с оправданием действий полицейских, расстрелявших в лондонском метро после терактов 2005 года под видом «опасного арабского террориста» 27-летнего бразильского электрика Жана Шарля де Менезиса.
Во втором туре выборов 1 мая 2008 года проиграл Борису Джонсону от Консервативной партии (46,8 % голосов против 53,2 % у Джонсона). Вновь проиграл Джонсону в 2012 году. В промежутке между неудачными для него выборами 28 августа 2008 года было объявлено, что Ливингстон станет советником по городскому планированию в Каракасе.
Ранее характеризовавшийся как «единственный успешный британский политик левого толка в современности», известный своей критикой «новых лейбористов» Тони Блэра и получивший признание за улучшение им прав и условий жизни для женщин, малоимущих, этнических меньшинств и ЛГБТ-сообщества, Ливингстон остаётся противоречивым политиком. Оппоненты давно критиковали его за контакты с радикалами, исламистами и ирландскими республиканцами; его комментарии о связях между Гитлером и сионистами, расценённые как антисемитские, привели к приостановке его членства в Лейбористской партии в 2016 году и выходу из её рядов в 2018.
Кен Ливингстон использовал планы приватизации метро как механизм давления на правительство страны. За отказ от этих планов город получил от государства, по разным данным, 1,2-1,5 млрд фунтов.

## Кройдон
Кен Ливингстон заявил, что Кройдон идеально подходит для строительства небоскрёбов.